# Морская полиция: Спецотдел (сезон 17)
«Морская полиция: Спецотдел» (англ. NCIS) — американский полицейский процедурал, где в центре событий сериала находятся сотрудники федерального агентства по расследованию преступлений при Министерстве военно-морских сил США. Они раскрывают преступления, происходящие на флоте, либо с участием американских моряков или их семей. Команда профессиональных спецагентов работает уже довольно давно, но каждое дело по-прежнему по-своему интересно и уникально.
Действие сериала разворачивается в основном в штаб-квартире, расположенной в районе Нави-Ярд (Navy Yard) в Вашингтоне.
Руководит спецотделом — элитной командой реагирования на чрезвычайные ситуации — старший уполномоченный спецагент Лерой Джетро Гиббс. Помогает ему его заместитель и помощник, старший спецагент Тимоти Макги, когда-то был обычным стажёром, но благодаря знаниям и талантам в области IT-технологий быстро проявил себя как настоящий профессионал. Также в подчинении Гиббса находится целая команда специалистов с высоким уровнем специальной профессиональной либо военной подготовки. За время работы подразделения его состав значительно изменился, многие агенты погибли или ушли из группы, а на их место пришли новые специалисты.
Между агентами сохраняются хорошие дружественные отношения, им не чужды юмор и остроумные замечания в адрес друг друга, и это всегда помогает им в столь тяжёлой работе.
Продолжение сериала, в котором выяснится, что же на самом деле случилось Зивой Давид, которую все считали погибшей от взрыва бомбы в её квартире.(В конце 16 сезона зрители увидели Зиву Давид.) Если она живёт в Вашингтоне, это означает, что она может вернуться в новом сезоне.
Морская полиция Спецотдел (NCIS) — это не только расследования. В нём каждый найдет что-то для себя — и комедийные элементы, и актёрскую игру, и небанальный сюжет.
Премьера семнадцатого сезона американского телесериала NCIS состоялась на канале CBS 24 сентября 2019 года. Сезон спродюсирован Belisarius Productions и CBS Television Studios.

## В ролях
| Имя                           | Исполнитель                | В ролях    | Периодический персонаж |
| ----------------------------- | -------------------------- | ---------- | ---------------------- |
| Лерой Джетро Гиббс            | Марк Хэрмон                | весь сезон | н/д                    |
| Зива Давид                    | Коте де Пабло              | н/д        | 1 и 2, 10 и 11 серии   |
| Тимоти Макги                  | Шон Мюррей                 | весь сезон | н/д                    |
| Элеонора «Элли» Бишоп         | Эмили Уикершем             | весь сезон | н/д                    |
| Николас Торрес                | Уилмер Эдуардо Вальдеррама | весь сезон | н/д                    |
| Джимми Палмер                 | Брайан Дитцен              | весь сезон | н/д                    |
| Кейси Хайнс                   | Диона Ризоновер            | весь сезон | н/д                    |
| Доктор Дональд «Даки» Мэллард | Дэвид Маккаллум            | весь сезон | н/д                    |
| Жаклин «Джеки» Слоан          | Мария Белло                | весь сезон | н/д                    |
| Леон Вэнс                     | Роки Кэрролл               | весь сезон | н/д                    |

## Актёры и персонажи

### Основной состав
- Марк Хармон в роли Леруа Джетро Гиббса, специального уполномоченного агента МОРПОЛа, шефа команды в офисе Нави-Ярд в Вашингтоне.
- Шон Мюррей в роли Тимоти Макги, старшего полевого спецагента МОРПОЛа, второго в команде.
- Уилмер Вальдеррама в роли Николаса «Ника» Торреса, специального агента МОРПОЛа и бывшего тайного агента.
- Эмили Уикершем в роли Элеоноры «Элли» Бишоп, младшего полевого агента МОРПОЛа.
- Мария Белло в роли доктора Жаклин «Джек» Слоун, старшего резидента МОРПОЛа и судебного психолога.
- Брайан Дитцен в роли доктора Джимми Палмера, главного патологоанатома МОРПОЛа.
- Диона Ризоновер в роли Кейси Хайнс, научного и судебного эксперта МОРПОЛа.
- Рокки Кэрролл в роли Леона Вэнса, директора МОРПОЛа.
- Дэвид МакКаллум — доктор Дональд Маллард, историк МОРПОЛа и бывший главный медицинский эксперт.

### Второстепенный состав
- Коте де Пабло в роли Зивы Дэвид,[1] бывшего специального агента МОРПОЛа.

## Эпизоды
- Коте де Пабло (Зива Давид) появится c периодической ролью в сезоне.

| № общий | № в сезоне | Название                                        | Режиссёр          | Автор сценария                        | Дата премьеры    | Зрители в США (млн) |
| --- | ---------- | ----------------------------------------------- | ----------------- | ------------------------------------- | ---------------- | ------------------- |
| 379 | 1          | «Out of the Darkness» «Из темноты»              | Терренс О’Хара    | Джина Люсита Монреаль                 | 24 сентября 2019 | 12.57               |
| Зива удивляет Гиббса загадочным предупреждением, побуждая его задаться вопросом, почему она оставалась в течение многих лет на нелегальном положении, будучи предположительно мертвой для семьи и друзей, и что привело к её возвращению. |            |                                                 |                   |                                       |                  |                     |
| 380 | 2          | «Into the Light» «К свету»                      | Тони Уормби       | Стивен Д. Биндер                      | 01 октября 2019  | 12.51               |
| Когда их жизни угрожает опасность, норовистое расследование Гиббса и Зивы принимает неожиданный оборот, когда раскрывается возможный террористический заговор. |            |                                                 |                   |                                       |                  |                     |
| 381 | 3          | «Going Mobile» «Жильё на колесах»               | Томас Дж.Райт     | Скотт Уилльямс                        | 08 октября 2019  | 11.19               |
| Во время осмотра 18-колесного грузовика, въезжающего на военно-морскую верфь, под днищем транспорта найдено мертвое тело, расследование смерти человека приводит команду к трейлерному парку с рядом интересных жителей; Слоан пытается заставить команду поговорить о недавнем появлении и отъезде Зивы. |            |                                                 |                   |                                       |                  |                     |
| 383 | 4          | «Someone Else's Shoes» «Побывать в чужой шкуре» | Майкл Цинберг     | Кристофер Дж.Уайлд                    | 15 октября 2019  | 10.87               |
| Команда морской полиции расследует странное место преступления на Арлингтонском национальном кладбище, которое связано с чередой нападений на бездомных ветеранов. В качестве наказания за ложь директору Вэнсу относительно внезапного появления Зивы, Макги, Бишоп и Торрес должны в многочасовой рутинной работе провести уборку склада улик. |            |                                                 |                   |                                       |                  |                     |
| 383 | 5          | «Wide Awake» «Всегда начеку»                    | Диана Валентайн   | Брендан Феили                         | 22 октября 2019  | 11.34               |
| Капрал морской пехоты Лейни Алимонте проснувшись обнаруживает пистолет в своем холодильнике. Морская полиция расследует необычное дело, ведь улики указывают на то, что она убила своего соседа, лечась от бессонницы у гипнотерапевта. Гиббс теперь дружит со своими новыми соседями после того, как бейсбольный мяч 9-летнего ребёнка попал в его окно. |            |                                                 |                   |                                       |                  |                     |
| 384 | 6          | «Institutionalized» «Осужденный»                | Тони Уормби       | Дэвид Дж. Норт                        | 5 ноября 2019    | 10.88               |
| Команда сталкивается с убийством недавно освобождённого из тюрьмы бывшего офицера морского флота, Кейси сталкивается с препятствиями, когда узнаёт, что подозревают её лучшего друга. |            |                                                 |                   |                                       |                  |                     |
| 385 | 7          | «No Vacancy» «Мест нет»                         | Рокки Кэрролл     | Марко Шнабель                         | 12 ноября 2019   | 11.65               |
| При расследовании убийства Морского пехотинца команда NCIS обнаруживает лабиринт шпионских камер в прямом эфире, спрятанных в комнатах мотеля в Вирджинии. |            |                                                 |                   |                                       |                  |                     |
| 386 | 8          | «Musical Chairs» «Музыкальные стулья»           | Майкл Цинберг     | Кейт Торговник Мэй                    | 19 ноября 2019   | 11.12               |
| Команда морпола расследует убийство музыканта из элитного оркестра ВМС, выступающего на дипломатических мероприятиях по всему миру. Примечание:Этот эпизод продолжается в премьере 18-го сезона. |            |                                                 |                   |                                       |                  |                     |
| 387 | 9          | «IRL» «IRL»                                     | Терренс О'Хара    | Кристофер Дж. Уайлд                   | 26 ноября 2019   | 11.06               |
| Морская полиция расследует убийство старшины, которое транслировалось в прямом эфире в популярном приложении для видеоигр. Кроме того, Гиббс присматривает за своим 9-летним соседом Финесом, когда его маме пришлось неожиданно уехать. |            |                                                 |                   |                                       |                  |                     |
| 387 | 10         | «The North Pole» «Северный полюс»               | Джеймс Уитмор мл. | Джина Люсита Монреаль                 | 17 декабря 2019  | 11.10               |
| Гиббс помогает матери Финеаса, Саре, с прорвавшим водопроводом и замечает порез на её руке. Она отмахивается, вроде как это царапина о трубу. Между тем, хозяйка офиса Зивы Одетта поручает Бишоп забрать флешку в клубе в обмен на $100 тыс., но вместо того, чтобы передать её Одетте, она представляет её команде (выяснилось, что её уволили из отдела спецопераций ЦРУ). Единственный файл на флэшке-это фотография неизвестного мужчины, который тащит друга Зивы Адама Эшеля на заброшенную фабрику. Флэшбэки показывают Зиву во времени, прошедшем после взрыва фермы Илая. Гиббс и Зива прибывают слишком поздно, чтобы спасти Адама, но перед смертью он говорит им, что настоящая Сахар жива и является "кем-то, кого вы знаете" . Они начинают понимать, что Адам разговаривал с Гиббсом, а не с Зивой, что приводит их к выводу, что Сахар-соседка Гиббса Сара, и Гиббс вынужден убить её во время её поединка с Зивой. Одетта в офисе Зивы предлагает Бишопу "специальную подготовку", а Гиббс неохотно поднимается наверх в свой дом, чтобы рассказать Финесу о его матери. |            |                                                 |                   |                                       |                  |                     |
| 388 | 11         | «In the Wind» «В бегах»                         | Роки Кэррол       | Скотт Уильямс                         | 07 января 2020   | 10.39               |
| Гиббс должен столкнуться с реальностью своих действий после того, когда он помог Зиве, прежде чем ей вернуться к своей семье, - с "одним делом"- в поиске друга Зивы Адама Эшеля.Гиббс глубоко и лично участвует в поисках Финеса, пропавшего без вести, к беспокойству своей команды о благополучии Гиббса. Дело также задевает Торреса, в прошлом находясь глубоко под прикрытием, он выявил банду торговцев детьми. Виктор, владелец клуба, с которым Морская полиция пересекалась раньше, раскрывается Халаби, брату биологического отца Финеса, человеку из террористической группы, и команда арестовывает Виктора, прежде чем он смог отвезти Финеса к своему дяде в Ливию. Затем Финес воссоединяется со своими приемными родителями, с которыми он был разлучен, ведь его мать солгала ему о том, что они больше не хотят его видеть. Затем Зива прощается с командой, а Джимми готовится отвезти её в аэропорт, чтобы она могла улететь в Париж и воссоединиться со своей семьей                                                                                                 |            |                                                 |                   |                                       |                  |                     |
| 389 | 12         | «Flight Plan» «План полёта»                     | Тауния МакКирнан  | Брендан Феили                         | 14 января 2020   | 10.12               |
| Команда морской полиции расследует авиакатастрофу F-18 и последующее исчезновение пилота, который управлял этим самолётом. Кроме того, Макги неохотно обсуждает очень личное решение со своими товарищами по команде (беспокоится о том, что бы сделать вазэктомию). |            |                                                 |                   |                                       |                  |                     |
| 390 | 13         | «Sound Off» «Без звука»                         | Уильям Уэбб       | Лиза Ди Тролио                        | 21 января 2020   | 11.36               |
| Когда тело морского пехотинца находят на испытательном полигоне беспилотников, морская полиция должна определить, было ли это убийство или несчастный случай. Тем временем Джимми тщательно опрашивает кандидатов на должность помощника судмедэксперта. |            |                                                 |                   |                                       |                  |                     |
| 391 | 14         | «On Fire» «В огне»                              | Тауния МакКирнан  | Брендан Феили                         | 28 января 2020   | 12.12               |
| Торрес в коме и борется за свою жизнь в реанимации,после того, как Торрес и Бишоп становятся жертвами наезда скоростной машины, во время бега трусцой. Морпол и мстительная Бишоп должны пройти политическое минное поле окружающее Ксавьера Золотова, испорченного сына влиятельной зарубежной семьи. В ходе расследования группа обнаружила, что Ксавьер был убит предположительно его подругой, которая была подозреваемым в предыдущем секретном задании Торреса несколькими годами ранее. На месте преступления находится прядь светлых волос; девушки блондинки, что заставляет команду подозревать подружку мажора, хотя Макги опасается, что Бишоп, возможно, осуществила своё намерение убить Ксавьера. Однако после того, как она подтверждает, что не делала этого, Макги начинает подозревать, что Гиббс, возможно убил мажора, чтобы защитить её. |            |                                                 |                   |                                       |                  |                     |
| 393 | 15         | «Lonely Hearts» «Одинокие сердца»               | Майкл Цинберг     | Марко Шнабель                         | 11 февраля 2020  | 11.75               |
| 394 | 16         | «Ephemera» «Эфемера»                            | Диана Валентайн   | Кристофер Дж.Уайлд                    | 18 февраля 2020  | 11.91               |
| 395 | 17         | «In a Nutshell» «В двух словах»                 | Майкл Цинберг     | Кэти Уайт                             | 10 марта 2020    | 10.75               |
| 396 | 18         | «Schooled» «Вышколенные»                        | Олрик Райли       | Кэйт Торговник Мэй & Стивен Д. Биндер | 24 марта 2020    | 13.22               |
| 397 | 19         | «Blarney» «Лесть»                               | Роки Кэррол       | Скотт Уильямс                         | 31 марта 2020    | 13.65               |
| 398 | 20         | «The Arizona» «Аризона»                         | Джеймс Уитмор мл. | Джина Люсита Монреаль                 | 14 апреля 2020   | 13.49               |

## Производство
11 апреля 2019 года NCIS был продлён на семнадцатый сезон.
3 марта 2020 года телеканал CBS объявил, что съёмки 17-го сезона были приостановлены из-за пандемии коронавируса

## Телевещание
Семнадцатый сезон NCIS назначен на премьеру 24 сентября 2019 года.